# Tilapia cabrae
Tilapia cabrae е вид бодлоперка от семейство Цихлиди (Cichlidae). Видът не е застрашен от изчезване.

## Разпространение
Разпространен е в Ангола, Габон, Демократична република Конго, Екваториална Гвинея и Камерун.

## Описание
На дължина достигат до 37 cm.